# Włodzimierz Trams
Włodzimierz Bonifacy Trams (* 12. Mai 1944 in Warschau; † 31. Oktober 2021 ebenda) war ein polnischer Basketballspieler.

## Biografie
Włodzimierz Trams spielte in seiner Jugend Hockey, Tennis und war Radsportler. Mit 13 Jahren wechselte er zum Basketball und spielte bei Legia Warschau. Bereits in seiner ersten aktiven Saison 1962/63 wurde er mit Legia polnischer Meister. 1966 und 1969 gelang ihm dieser Erfolg erneut. 1970 gewann er mit Legia auch den Polnischen Pokal. Später war Trams noch auf Vereinsebene für den SKK Stettin, Baildon Katowice und Skra Warschau aktiv.
Für die polnische Nationalmannschaft absolvierte Trams zwischen 1966 und 1970 insgesamt 118 Spiele und erzielte dabei 1019 Punkte. In dieser Zeit nahm er an der Europameisterschaft 1967 und 1969 teil. 1967 gewann das Team um Trams Bronze und zwei Jahre später in Neapel belegte Polen den vierten Platz.
Bei den Olympischen Sommerspielen 1968 in Mexiko-Stadt gehörte Trams zum Aufgebot der polnischen Mannschaft, die den sechsten Platz belegte. Ein Jahr zuvor hatte er bei der Weltmeisterschaft mit der polnischen Auswahl den fünften Rang belegt.